# Look to Your Heart
Look to Your Heart – studyjny album amerykańskiego piosenkarza Perry’ego Como będący jego szesnastym albumem w formacie 12-calowej płyty LP. Został nagrany 5, 7, 12 i 19 czerwca 1968 roku i wydany w listopadzie 1968 przez wytwórnię RCA Victor. Producentem albumu został Andy Wiswell.

## Lista utworów

### Strona pierwsza
1. „Look to Your Heart”
2. „My Cup Runneth Over”
3. „Love in a Home”
4. „In These Crazy Times”
5. „Try to Remember”

### Strona druga
1. „Sunrise Sunset”
2. „How to Handle a Woman”
3. „When You're in Love”
4. „You're Nearer”
5. „Father of Girls”